# Membres de l'Ordre du Canada, par ordre alphabétique Y
| Nom                       | Ville           | Province                  | Grade     | Année | Occupation |
| Leo Yaffe                 | Montréal        | Québec                    | Officier  | 1988  |            |
| Clotilda Adessa Yakimchuk | Sydney          | Nouvelle-Écosse           | Membre    |       |            |
| Maxwell F. Yalden         | Ottawa          | Ontario                   | Compagnon | 1988  |            |
| Daniel A. Yanofsky        | Winnipeg        | Manitoba                  | Officier  | 1972  |            |
| Kim Yaroshevskaya         | Verdun          | Québec                    | Membre    | 1991  |            |
| Jack Yazer                | Sydney          | Nouvelle-Écosse           | Membre    | 2000  |            |
| Sylvia Yeoman             | Granville Ferry | Nouvelle-Écosse           | Membre    | 1983  |            |
| John Yesno                | Sault Ste-Marie | Ontario                   | Membre    | 1976  |            |
| Morden Yolles             | Toronto         | Ontario                   | Membre    | 2002  |            |
| Elwy Yost                 | West Vancouver  | Colombie-Britannique      | Membre    | 1999  |            |
| Carol Davey Young         | Halifax         | Nouvelle-Écosse           | Membre    | 2005  |            |
| Noreen Isabel Young       | Almonte         | Ontario                   | Membre    | 1994  |            |
| Robert Norman Young       | Montréal        | Québec                    | Membre    | 2004  |            |
| Victor L. Young           | Saint-Jean      | Terre-Neuve-et-Labrador   | Officier  | 1996  |            |
| Isadore Yukon             | Deline          | Territoires du Nord-Ouest | Membre    | 1974  |            |